# Reformierte Kirche Umiken

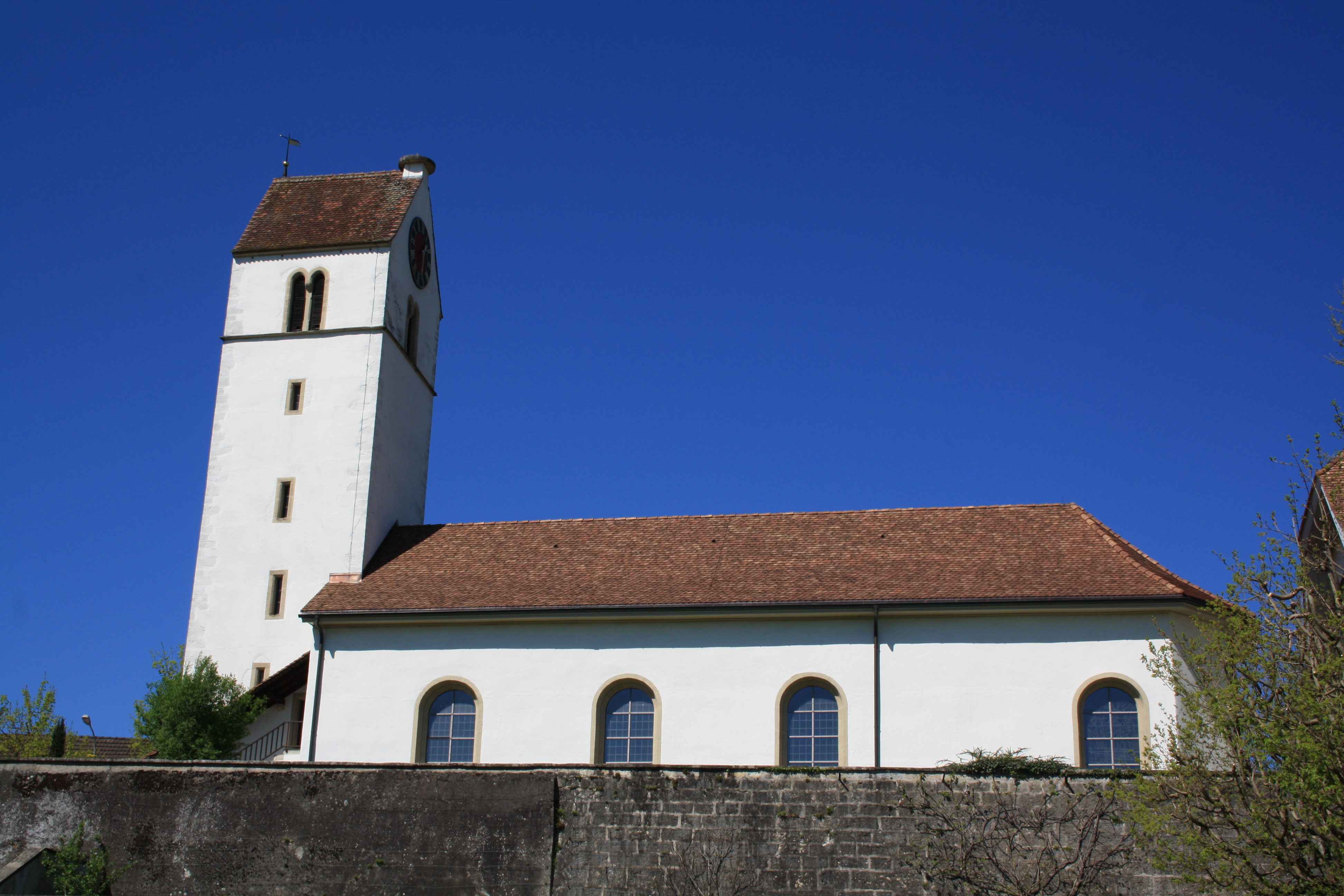
Reformierte Kirche in Umiken

Die reformierte Kirche Umiken ist die reformierte Dorfkirche der ehemaligen aargauischen Gemeinde Umiken in der Schweiz, die heute ein Stadtteil von Brugg ist. Sie wurde 1254 erstmals urkundlich erwähnt und war dem heiligen Mauritius geweiht.

## Geschichte
Über die Baugeschichte ist wenig bekannt. Das Kirchenschiff enthält Mauerwerk sowohl aus der Zeit der Romanik als auch aus der Zeit der Gotik. Die Kirche erfuhr immer wieder bauliche Veränderungen. Der Kirchturm wurde 1488 an Stelle eines vorherigen errichtet. Der Chor entstand 1521. Bei der Renovation 1842 gingen die gotischen Fenster und die damalige Holzdecke unwiederbringlich verloren. Im Jahre 1906 erhielt die Kirche ein neues Geläut, das die Glocken aus den Jahren 1640, 1659 und 1784 ersetzte. Bei der Innenrenovation 1969/70 wurde die Orgelempore eingebaut und eine Orgel der Firma Metzler mit 18 Registern eingebaut.

## Ausstattung
Im Chor sind drei Fenster des Aargauer Künstlers Felix Hoffmann zu sehen. Es sind die letzten, die er vor seinem Tod schuf. Der Kirchturm ist mit vier Glocken bestückt.